# Le tre sorelle (Amedeo Bocchi)
Il trittico intitolato Le tre sorelle di Amedeo Bocchi è costituito da tre dipinti ad olio su tela (La Saggia di cm 149x114, La Colta e La Folle di 173 x 80 cm) eseguiti nel 1916 e conservati presso la Galleria nazionale di Parma.

## Storia
I tre dipinti, che costituiscono un trittico intitolato Le tre sorelle, sono costituiti da tre ritratti: La saggia (o anche La Saggia (signora Vacca)), La Colta, e La Folle. I tre dipinti vennero concepiti unitariamente dall'artista nel 1916. Il quadri vennero poi acquisiti dalla Galleria Nazionale di Parma in diversi momenti: nel 1970 furono donati alla Galleria i due dipinti La colta e La Folle, mentre la parte centrale, La saggia, venne acquistato nel 1923 al prezzo di 1.000 lire..

## Descrizione
Il dipinto collocato alla nostra destra, intitolato La Folle, rappresenta un ritratto sensuale di figura femminile allungata e stilizzata, che vestita con un abito color lilla, si trova in piedi di fronte alla spettatore. La donna possiede uno sguardo indicibile e la posizione delle sue braccia, incrociate sopra alla testa, rimanda ad un senso di protezione e di distensione fisica.
Al centro, invece La Saggia viene ritratta come una giovane fanciulla, rappresentata seduta con un lungo abito bianco e le braccia, appoggiate sulle gambe, disposte regolarmente fino a permettere alla mani di toccarsi per intrecciarne le dita, mentre osserva il visitatore. Lo sfondo dalle tinte verdastre, pur essendo poco definito e astratto rispetto alla figura, ha invece chiari riferimenti vegetali e floreali.
L'ultima opera, La Colta, è un ritratto di una giovane donna che, in piedi, legge un testo mantenendo con un'espressione assorta e concentrata, la testa china e la schiena ricurva. Veste un abito lungo viola ed indossa scarpe verdi, che si mescolano con il fondo, il quale scardinando la tradizionale scatola prospettica diventa come una parete luminosa che dà risalto all'intera figura.
L'intera opera presenta una sottile intonazione domestica, familiare, intimistica, di elegante sensibilità cromatica e gestuale, non priva di influssi liberty e un gusto vicino a quello elaborato da Gustav Klimt.